# The African Apostolic Church
the African Apostolic Church (TAAC) är en av de större sionistkyrkorna i Zimbabwe, med över en miljon medlemmar.
Kyrkan leds av ärkebiskop Paul Mwazha som anklagats för att, inför presidentvalet i Zimbabwe 2013, från predikstolen gå president Robert Mugabes (och hans parti Zanu-PF) ärenden. TAAC är ansluten till Apostolic Christian Council of Zimbabwe.